# Stadion Metalac
Stadion Metalac – stadion piłkarski w Gornjim Milanovacu, w Serbii. Został otwarty we wrześniu 2012 roku. Może pomieścić 4600 widzów. Swoje spotkania rozgrywają na nim piłkarze klubu Metalac Gornji Milanovac.
W 2009 roku klub piłkarski Metalac Gornji Milanovac odniósł historyczny sukces, awansując po raz pierwszy w historii do najwyższej klasy rozgrywkowej. Dotąd zespół swoje spotkania rozgrywał na stadionie „kraj Despotovice”, jednak z powodu niespełniania przez ten obiekt wymogów licencyjnych po awansie do Super ligi klub musiał domowe spotkania rozgrywać na stadionie „Čika Dača” w Kragujevacu. W październiku 2011 roku rozpoczęto więc budowę nowego stadionu w Gornjim Milanovacu (tuż obok stadionu „kraj Despotovice”). Koszt budowy wyniósł 3 mln €, a głównym sponsorem była firma Metalac a.d. Otwarcie areny miało miejsce we wrześniu 2012 roku. Nowy obiekt jest typowo piłkarskim stadionem, posiada zadaszoną trybunę główną od strony zachodniej i mniejszą, również zadaszoną trybunę po przeciwległej stronie boiska. Po stronie północnej, za bramką także znajdują się nieduże trybuny. Łączna pojemność obiektu wynosi 4600 widzów. Stadion wyposażony jest w sztuczne oświetlenie o natężeniu 1400 luksów.
11 maja 2016 roku na stadionie rozegrano mecz finałowy piłkarskiego Pucharu Serbii (Partizan Belgrad – Javor Ivanjica 2:0).